# Jean Moreau de Séchelles
Jean Moreau de Séchelles (ur. 10 maja 1690 w Paryżu, zm. 31 grudnia 1760) – francuski urzędnik i polityk.

## Życiorys
Jean Moreau urodził się 10 maja 1690 w Paryżu. 13 października 1719 objął urząd maître des requêtes. W późniejszych latach pełnił urzędy intendenta Hainaut i Valenciennes (1727–1743), Lille (1743–1754) oraz, okupowanej przez Francuzów podczas wojny o sukcesję austriacką, Flandrii (1745–1748). Od 30 lipca 1754 do 24 kwietnia 1756 piastował stanowisko generalnego kontrolera finansów. Jako zaufany doradca króla Ludwika XV przyczynił się do tzw. odwrócenia przymierzy. 
W marcu 1756 doznał udaru mózgu, w następstwie czego na stanowisku generalnego kontrolera finansów zastąpił go jego zięć, François Marie Peyrenc de Moras.
Od 14 lipca 1755 był członkiem honorowym Królewskiej Akademii Nauk, w 1756 roku wybrany na jej wiceprzewodniczącego, a rok później przewodniczącego (kadencja jednoroczna). 
Na jego cześć nazwany został w 1756 roku archipelag na Oceanie Indyjskim – Seszele (fr. Seychelles, pisownia pierwotna: Séchelles), który stanowił wówczas francuską posiadłość kolonialną, a od 1976 roku jest państwem niepodległym.